# Codes de déontologie en France
Pour les autres articles nationaux ou selon les autres juridictions, voir Code de déontologie.
 (juin 2023).
Si vous disposez d'ouvrages ou d'articles de référence ou si vous connaissez des sites web de qualité traitant du thème abordé ici, merci de compléter l'article en donnant les références utiles à sa vérifiabilité et en les liant à la section « Notes et références ».
En droit français, il existe un certain nombre de codes de déontologie.
Certains ayant une valeur légale, d'autres ayant une valeur incitative.
Les codes de déontologie suivants sont en vigueur dans l'ordre juridique français : 
- Code de déontologie des pharmaciens
- Code de déontologie des psychologues
- Code de déontologie des auditeurs internes
- Code de déontologie de la Police nationale et de la Gendarmerie nationale.
- Code de déontologie des activités privées de sécurité ;
- Code de déontologie des architectes ;
- Code de déontologie des avocats : le Règlement intérieur national ou RIN ;
- Code de déontologie de la profession de commissaire aux comptes ;
- Code de déontologie des professionnels de l'expertise-comptable.

Ces codes sont autonomes, mais il existe aussi, dans la nouvelle partie règlementaire du code de la santé publique, un code de déontologie des médecins (Livre I, Titre II, Chapitre VII), un code de déontologie des pharmaciens (Livre II, Titre III, Chapitre V), un code de déontologie des chirurgiens-dentistes, un code de déontologie des masseurs-kinésithérapeutes, un code de déontologie des pédicures-podologues et un code de déontologie des sages-femmes. Ces codes-là n'ont pas été détachés du code de la santé publique.
Le code de déontologie du service public pénitentiaire est intégré dans le code pénitentiaire (partie réglementaire, livre Ier, titre II, chapitres I à III).
Il existe aussi le code de déontologie des assistants de service social, établi par l'ANAS : Association Nationale des Assistants de Service Social.

## Code de déontologie de la police nationale
En organisant la police nationale, le gouvernement lui attribue des missions, qui sont les suivantes :
- Assurer la sécurité des personnes, des biens et des institutions.
- Maîtriser les flux migratoires et lutter contre l'immigration illégale.
- Lutter contre la criminalité organisée, contre la grande délinquance et contre la drogue.
- Protéger le pays contre la menace extérieure et contre le terrorisme.
- Maintenir l'ordre public.

## Code de déontologie desavocats
Codifiée depuis le 4 novembre 2005 (Décision à caractère normatif no 2005-003, du Conseil national des barreaux ou CNB, la déontologie des avocats de France est l'un des socles fondamentaux de cette profession, depuis sa création, au Moyen Âge.
Le Code de déontologie spécifique aux avocats se nomme le Règlement Intérieur National, abrégé en RIN. Sa version mise à jour est publiquement diffusée et disponible.
La profession d'avocat a, très tôt, établi des principes stricts de pratique professionnelle, aptes à donner des contours aux ordres professionnels qui régissent les avocats et, partant, à leur permettre d'exercer efficacement leur rôle dans le système judiciaire.
Ainsi, le sens premier du code de déontologie des avocats vise à favoriser les justiciables. À cette fin, la déontologie de cette profession recouvre deux principaux aspects :
- le respect de leurs devoirs, par les avocats eux-mêmes ;
- la protection des droits des avocats et des principes d'exercice de leur profession, notamment, par leurs ordres professionnels.

Historiquement, la fonction de défense existe depuis l'antiquité ; la date exacte d'apparition de la profession d'avocat reste sujet de controverses. Les avocats romains sont constitués en collège, sous la forme d'un ordre, au Bas-Empire. C'est une ordonnance de Philippe de Valois qui reconnaît le tableau des avocats, en 1327. Ceux-ci sont alors rattachés au Parlement. Le barreau est alors un ordre de nature cléricale ou religieuse, qui confère aux avocats le costume (la robe noire) que ceux-ci revêtent encore de nos jours durant les audiences.
La déontologie est alors contenue, principalement, dans le serment, dont la première trace remonte à 1274 -alors même que quelques avocats tentent d'en développer les principes.
Supprimés par la Loi Le Chapelier, en 1791, la profession est rétablie le 14 décembre 1810, par décret. Un nouveau serment est formulé : il est, à nouveau, la base de la déontologie professionnelle de l'avocat.
L'apparition du terme de déontologie, en 1825 (cf supra), sous la plume de Jeremy Bentham, lui-même avocat et surtout jurisconsulte soucieux de faire évoluer les lois stimule la production déontologique de cette profession.
C'est François-Etienne Mollot qui est généralement reconnu comme le premier à avoir formalisé les principes réfléchis de la déontologie de la profession. Son ouvrage, « Règles de la profession d'avocat », paru en 1842, marque des générations d'avocats.
La loi no 71-1130 du 31 décembre 1971 « portant réforme de certaines professions judiciaires et juridiques », ainsi que le décret no 91-1197 du 27 novembre 1991 jettent les bases actuelles de la profession d'avocat.
Le tout premier code de déontologie des avocats est diffusé par le Conseil des barreaux européens ou CCBE le 28 octobre 1988.
Comme il a été dit en introduction, le code de déontologie des avocats de France paraît en novembre 2005, après deux premières versions, de 1999 (RIH) et de 2004 (RIU). Ce « code » intègre celui des avocat européens.
Il comprend six titres, regroupe vingt-et-un articles et trois annexes :
- Titre premier : des principes ;
- Titre deuxième : des activités ;
- Titre troisième : de l'exercice et des structures ;
- Titre quatrième : la collaboration interprofessionnelle ;
- Titre cinquième : l'avocat collaborateur de député ou assistant de sénateur ;
- Titre sixième : les rapports entre avocats de barreaux différents ;
- Code de déontologie des avocats européens ;
- Annexe 1 : cahier des conditions de vente (saisie immobilière) ;
- Annexe 2 : cahier des charges et conditions de vente (licitation) ;
- Annexe 3 : Cahier des conditions de vente (liquidation judiciaire).

Pris sur le fondement juridique de la loi no 71-1130 du 31 décembre 1971, en son article 21-1, ce code est applicable à tous les avocats. La transgression de ses articles peut entraîner une sanction disciplinaire (article 183 du décret no 91-1197 du 27 novembre 1991).
Le Règlement Intérieur National contient l'essentiel de la base déontologique, à quelques exceptions près, par exemple, le maniement de fonds (reçus des clients). Les normes déontologiques absentes du RIN se retrouvent soit dans la loi no 71-1130 du 31 décembre, soit dans le décret no 91-1197 du 27 novembre 1991.
La Charte des principes essentiels de l'avocat européen, parait le 24 novembre 2006.
L'épreuve (orale) de déontologie constitue la principale des quatre épreuves finales d'admission au Certificat d'aptitude à la profession d'avocat, ou CAPA, en fin de formation des élèves-avocats, qui marque l'entrée de l'avocat dans sa pratique professionnelle. Ces épreuves se tiennent dans les écoles d'avocats, au mois de septembre de chaque année.

## Code de déontologie des psychologues
Le code de déontologie des psychologues a été signé par l'AEPU (Association des enseignants de psychologie des universités), l'ANOP (Association nationale des organisations professionnelles) et la SFP (Société française de psychologie) le 22 mars 1996.
Il n'existe aucun cadre réglementaire réel pour la déontologie des psychologues. Ce code de déontologie (mais il existe d'autres versions concurrentes) émane de l'aspiration morale d'une partie de la profession.
Certaines des organisations signataires du code de 1996 œuvrent à lui donner une existence légale. Le syndicat national des psychologues (SNP) milite pour l'instauration d'une instance ordinale élue qui serait chargée de donner à ce code sa version définitive et le faire adopter par décret en Conseil d’État. La fédération française des psychologues et de psychologie (FFPP) préférerait qu'il soit inscrit directement dans la loi sans passer par la voie d'élection d'une instance ordinale. L'association française des psychologues de l'éducation nationale (AFPEN) a, quant à elle, ouvert un débat « pour ou contre un ordre ».
Les opposants à une organisation unitaire de la profession qui pourrait venir troubler le paysage actuel de sa représentation... avancent que plus en plus de psychologues s’inquiéteraient de l'orientation corporatiste qui prévaudrait dans ces organisations, ainsi que des méthodes par lesquelles elles tenteraient d'aboutir : c'est dire combien syndicats et associations sont actuellement en désaccord profond sur un certain nombre de thèmes touchant à la profession. Dans les faits, inquiets de l'avenir de leur profession, mal reconnue, mal organisée et représentée de façon dispersée, les psychologues sont actuellement très partagés entre opposants et partisans d'un ordre professionnel reconnu par l'État.
La contestation d'une légalisation (ou pas) du code de déontologie s'appuie sur le fait que le droit commun garantirait largement les conditions d'un exercice serein de la psychologie par les professionnels dont le titre est protégé... mais dans le même temps où la protection de leur exercice ne l'est toujours pas : et des textes sont en cours qui pourraient, demain, autoriser d'autres que des psychologues, par exemple à faire des psychothérapies (article 52). Par ailleurs, la position professionnelle des psychologues est largement chahutée par le vent des réformes qui « modernise » en ce moment tant le secteur public que le secteur privé.
Certains pensent que la loi commune offre au public la protection qu'il est en droit d'attendre contre les abus (notamment, code de la consommation organisant les rapports entre professionnels et non-professionnels). Mais elle ne distingue pas aujourd'hui la psychologie des autres prestations de services effectuées à titre lucratif ou pas et laisse celle-ci sans armes pour faire face à la concurrence des nouveaux métiers ou à la réorganisation des services (voir par exemple projet de loi « hôpital, patients, santé et territoires »).
Le 24 octobre 2009, les organisations de psychologues du GIRéDéP (Groupe Inter organisationnel pour la Réglementation de la Déontologie des Psychologues) regroupant 25 syndicats ou associations (dont l’AFPEN et la FFPP) et représentant plus de 18000 psychologues, se sont prononcées à une large majorité contre la création d’un ordre professionnel des psychologues.

### Principes déontologiques
1. Le consentement libre
  - Les participants doivent avoir le plein choix de participer ou non à une étude
  - Attention particulière:
    - Patients avec troubles neurologiques
    - Personnes de moins de 18 ans

  - Conséquences à ne pas participer:
    - patients privés d’un traitement
    - forte rémunération monétaire
    - crédits de cours
    - réduction de temps de prison
2. Le consentement éclairé et informé
  - Description claire de l’étude avant son commencement
  - Les participants doivent recevoir toute l’information pertinente avant de décider de prendre part à une étude
  - Attention particulière :
    - Tromperie
    - Groupes contrôles (placebo)
    - Divulgation des buts réels de l’étude pas toujours possible (attentes des participants et désirabilité sociale)
3. La liberté de se retirer de l’étude à tout moment
  - Payer les participants uniquement à la fin de l’étude ?
4. Le stress et le traumatisme
  - Possibilité de mesurer au cours de l’étude (e.g., études animales)
5. La confidentialité
  - Divulgation des résultats dans les études de cas
6. Le déconditionnement (Debriefing)
  - Information donnée aux participants après que l’expérimentation est complétée
7. Pour la tromperie/duperie
  - Indiquer aux participants le but réel de l’expérimentation
8. Désensibilisation
  - Tentative d’éliminer tout stress ou inconfort que le participant ait pu subir, surtout pour éviter des effets à long terme

#### Éléments principaux d’un formulaire de consentement
- But réel de la recherche
- Description des tâches à exécuter
- Avantages et inconvénients
- Mesures de confidentialités
- Possibilité de se retirer sans préjudice
- Coordonnées d’une personne liée à la recherche
- Signatures datées (des participants et des chercheurs)

#### Comité d’éthique de la recherche (CÉR)
- Composé d’au moins 5 personnes, incluant une personne ne provenant pas de l’université et une personne qui n’est pas un chercheur
- Révisent les propositions de recherches et suggèrent les changements à faire pour rendre l’étude plus éthique
- La recherche ne peut se faire sans l’autorisation du CÉR

### Recherche scientifique sur les animaux
Marshall Hall (principes de physiologie animale)
1. Aucune expérience ne doit être entreprise si l’information recherchée peut être obtenue par observation seule
2. Seules les études avec buts clairs et réalistes doivent être entreprises
3. Éviter de répéter une expérience inutilement, surtout si les résultats antécédents sont fiables
4. Toute étude doit viser à réduire la douleur
5. Toute étude doit être faite en présence de pairs, ce qui réduit le besoin de répéter l’étude

Le principe des trois Rs est développé en 1959
Remplacement : peut-on remplacer une étude animale par une alternative ?
- Observation

- Simulation

- Méta-analyse

- Modèle informatique, etc.

Réduction : sans changer les objectifs poursuivis, peut-on réduire…
- Le nombre d’animaux

- Les manipulations invasives

- La souffrance des animaux

Raffinement : sans changer les objectifs poursuivis, peut-on améliorer le bien-être en…
- Améliorant le protocole expérimental

- Choisissant une autre espèce moins évoluée

- Etc.

Principes d’éthique animale
1- Justification scientifique
- La recherche doit avoir un but scientifique clair:

- D’augmenter les connaissances sur le processus étudié

- De déterminer la réplication ou la généralisation de recherches antérieures

- D’augmenter la compréhension d’une certaine espèce

- De produire des résultats qui peuvent être bénéfiques pour la santé ou le bien-être des humains ou des animaux

- Le contenu scientifique de la recherche doit être revu par un comité de pairs

2- Revue par pairs des protocoles de recherche animale
- Conseil canadien de protection des animaux (CCPA)

- Comités de pairs internes aux universités

- Conseils canadiens de recherche (CRSNG, CIHR)

3- Formation du personnel administratif et technique qui œuvre en recherche animale
- Formation éthique

- Techniques spécifiques à une espèce particulière

- Présence active d’un vétérinaire au cours du projet

4- Justification du nombre d’animaux utilisés
- Pas trop élevé : sinon, utilisation inutile des animaux

- Pas trop bas : sinon, pas possible de démontrer un phénomène scientifique

- Principe de réduction (3 Rs)

5- Identification des signes de détresse physique et psychologique
- Doit être effectué tout au long de l’étude

- transport

- cages et aménagements

- conditions expérimentales

- état des animaux post-expérimentation

6- Identification des points de finalité
- Points de finalité : signes physiologiques qui sont pris en compte lors de la décision de terminer une étude et d’euthanasier un animal

- Par exemple, points de finalité chez le chat :

- - Comportement de toilettage excessif
  - Grognements
  - Retrait social
  - Fourrure hérissée
  - Perte de poids importante
  - Cessation de consommation de nourriture

Utilisation des animaux pour fins d’éducation 
- Justifiée seulement lorsque d’autres méthodes ne sont pas appropriées

- E.g., vidéos, démos, etc.

- Doit passer par un comité d’éthique au même titre que les projets de recherche scientifiques

- Supervision par personnel formé en recherche animale et éthique

- Recherche sur les animaux

Exemples à l’École de Psychologie:
- Recherche sur les accidents cérébro-vasculaires – stroke (ischémie cérébrale) ; Comprendre les mécanismes de la mort cellulaire et du développement de traitements pour réduire les dommages au cerveaux (rats)
- Anxiété et dépression (pharmacologie/ réduction chez les rats)
- Cognition animale et capacité mnémonique chez les rats et les oiseaux
- Cognition des abeilles et organisation « sociale »
- Diabète (rats)

## Code de déontologie des professionnels du chiffre dans le public et dans le privé
Figurant dans les serments qu'ils prêtent et dans leurs codes de déontologie, les similitudes sont nombreuses entre les règles imposées aux professionnels du chiffre exerçant dans le secteur privé (experts-comptables et commissaires aux comptes) et dans le secteur public (membres des juridictions financières : Cour des comptes et chambres régionales des comptes et comptables publics). Les valeurs communes sont l'indépendance, la probité, le secret et la discrétion, la compétence et la dénonciation des crimes et délits. Il existe néanmoins quelques différences tenant à l'activité commerciale ou non de ces métiers.

## Code de déontologie de la profession de commissaire aux comptes

### Les décrets de 2005 et 2010
Le code de déontologie de la profession de commissaire aux comptes a été publié par le décret du16 novembre 2005 et modifié par décret le 10 février 2010.
Il a notamment fait l'objet d'un recours en Conseil d'État, dont l'arrêt rendu en Assemblée du contentieux le 24 mars 2006 a été publié au recueil Lebon. Le recours était relatif aux modalités de transition de ce code de déontologie, pour savoir s'il était applicable aux contrats déjà signés.
Le Conseil d'État a rejeté les différents recours présentés par Deloitte, KPMG, Grant Thornton et Ernst & Young, mais a estimé que les dispositions du code de déontologie ne pouvaient s'appliquer aux mandats en cours sans qu'aucune disposition du décret ne vienne aménager un régime transitoire. Ainsi, dans l'attente d'une intervention de la Chancellerie édictant les mesures transitoires qui s'imposent, le code de déontologie ne s'applique qu'aux seuls mandats de commissaires aux comptes conclus après le 17 novembre 2005, c'est-à-dire la date de l'entrée en vigueur du code.
Il y a certains points du code de déontologie qui restent cependant perfectibles :
- l'obligation pour le commissaire aux comptes de pouvoir justifier que son réseau l'informe du prix et de la nature des prestations fournies par ce réseau (et partout dans le monde) à une société dont il audite les comptes, ou à sa mère ou à sa fille (pas à sa sœur) : cette disposition n’est pas réalisable pratiquement et nécessite de tels moyens que la profession de commissaire aux comptes risque d’être réservée de fait qu’aux Bigs ;
- la définition de « réseau » porte aussi à confusion, et les divers indices d’appartenance à un réseau qui peuvent amener un commissaire aux comptes à être qualifié de membre d’un réseau dans ses relations avec des confrères indépendants, ne sont ni explicités, ni qualifiés en termes d’importance, de signification ou de cumul : cette disposition introduit un risque important pour près de 25 % des commissaires aux comptes qui sont membres de groupements professionnels constitués de cabinets complètement indépendants, car il est vrai qu’un vrai professionnel ne peut, de nos jours, rester isolé de ses confrères et qu’il doit partager avec eux un savoir-faire, des expériences et des connaissances.
- Les « associations techniques » sont réputées ne pas être des réseaux, mais aucune définition positive des mots « association technique » n'existe pas dans le code, ni dans la loi. Cette disposition introduite tardivement dans le projet de code de déontologie, juste avant sa publication, est insuffisante en soi et mériterait d'être explicitée, notamment par la commission d'éthique de la CNCC. Fin novembre 2007, aux 20e assises de la CNCC, la ministre de la justice, Rachida Dati s'était engagée à apporter « rapidement » (au plus tard au printemps 2008) les modifications négociées avec la CNCC sur les règles applicables aux associations techniques, ainsi qu'aux réseaux.

Le président de la CNCC, Vincent Baillot, a dit : « Les cabinets doivent professionnaliser leur démarche et se doter de fonction technique et de fonction déontologique. Il faut donc encourager les cabinets à mutualiser leurs efforts pour assurer ces fonctions. La CNCC a engagé des démarches auprès de la Chancellerie ainsi qu’auprès des députés européens (dans le cadre de la révision de la 8e directive) pour permettre aux cabinets de taille moyenne de s’organiser dans le cadre d’associations techniques par exemple pour mutualiser leurs investissements dans les domaines techniques ; il faut également leur permettre de communiquer sur leur appartenance à une association technique dans le respect de l’apparence d’indépendance ».
Un recours était envisagé auprès de la justice européenne pour juger de sa compatibilité avec la récente 8° directive européenne sur l’audit légal des comptes du 29 septembre 2005 et sur la limite au droit sur la concurrence infligée aux seuls auditeurs de France par rapport à leurs confrères européens et anglo-saxons.
Le 17 octobre 2007 (référence : IP/07/1520), la Commission Européenne a officiellement demandé à la France de modifier ses règles internes en matière d'indépendance dans la mesure où elles concernent les réseaux internationaux de cabinets d'audit : elle estime que les articles 24 et 29, point III, 2°alinéa, du code de déontologie de la profession de commissaire aux comptes (D. no 2005-1412, 16 novembre 2005) restreignent indûment la liberté de prestation de services telle qu'elle est garantie par l'article 49 du Traité CE.
En effet, ces articles décrivent les règles qui s'appliquent à une série de services, autres que d'audit comptable, susceptibles d'être fournis dans n'importe quel pays par n'importe quel membre d'un réseau international. Selon ces règles, la prestation de ces services à la société mère ou à une filiale d'une société auditée en France est réputée incompatible avec les exigences d'indépendance qui s'appliquent au commissaire aux comptes français. Cette présomption ne pouvant être contestée, le cabinet d'audit et son réseau ne disposent d'aucun moyen de prouver que l'indépendance d'un audit n'est pas affectée.
La Commission affirme que ces règles vont bien au-delà de ce que prévoit la Directive du 17 mai 2006, relative notamment aux contrôles légaux des comptes annuels et des comptes consolidés (Dir. Parl. et Cons. CE no 2006/43, 17 mai 2006, art. 22, § 2), qui établit un cadre général pour l'indépendance des contrôleurs légaux des comptes dans l'Union européenne. Elle estime à cet égard que les règles ne sont pas proportionnées à l'objectif de la garantie d'indépendance. En outre, les dispositions du code français ne tiennent pas compte des règles qui existent dans d'autres États membres et qui assurent l'indépendance des auditeurs étrangers.
Par conséquent, la Commission demande à la France de modifier le Code de déontologie et de le mettre en conformité avec le droit communautaire. La demande de la Commission, qui prend la forme d'un avis motivé, 2° étape de la procédure d'infraction prévue à l'article 226 du traité CE, permettra à la Commission de saisir la Cour de justice des Communautés européennes, en l'absence de réponse satisfaisante dans un délai de 2 mois.

### Le décret de 2017
Un nouveau décret (no 2017-540) du 12 avril 2017 a été pris modifiant le code de déontologie. Il est pris pour l'application de l'ordonnance no 2016-315 du 17 mars 2016 relative au commissariat aux comptes, de l'article 141 de la loi no 2016-161 du 9 décembre 2016 relative à la transparence, à la lutte contre la corruption et à la modernisation de la vie économique et de la loi no 2017-55 du 20 janvier 2017 portant statut général des autorités administratives indépendantes et des autorités publiques indépendantes. Ce texte entre en vigueur le 1er juin 2017.
Il modifie principalement les textes antérieurs relatifs au conflit d'intérêts et à l'indépendance, mais traite aussi d'autres sujets tels que l'état d'esprit du contrôle, les honoraires, le secret professionnel ou la discrétion ou le formalisme à respecter.
Indépendance et conflit d'intérêts sont approchés de façon très large. Ainsi, l'article 5 précise : « Le commissaire aux comptes veille à ce que son indépendance ne soit pas compromise par un conflit d'intérêts, une relation d'affaires ou une relation directe ou indirecte, existante ou potentielle, entre ses associés, salariés ou toute autre personne qui serait en mesure d'influer directement ou indirectement sur la mission de certification, ainsi que les membres de son réseau, d'une part, et la personne ou l'entité dont il est chargé de certifier les comptes d'autre part ». Plusieurs articles renforcent, précisent, ou listent des incompatibilités du principe énoncé. Ainsi, l'article 10-2. interdit les sollicitations et les cadeaux. Les articles 25, 26 et 27 précisent les incompatibilités résultant de liens personnels, de liens financiers, de liens professionnels. L'article 31 porte sur l'indépendance financière qui peut être mise en question par l'importance des honoraires (il existe un risque de dépendance financière lorsque le total des honoraires reçus au cours de la mission de certification des comptes représente une part significative du total des revenus professionnels du commissaire aux comptes).
Le scepticisme professionnel et l'esprit critique sont nécessaires : « Le commissaire aux comptes, tout au long de sa mission, adopte une attitude caractérisée par un esprit critique, en étant attentif aux éléments qui pourraient révéler l'existence d'éventuelles anomalies significatives dues à une erreur ou à une fraude et en procédant à une évaluation critique des éléments probants pour la certification des comptes ».
Le secret professionnel et la discrétion sont à observer : « Le commissaire aux comptes respecte le secret professionnel auquel la loi le soumet. Il ne communique les informations qu'il détient qu'aux personnes légalement qualifiées pour en connaître. Il fait preuve de prudence et de discrétion dans l'utilisation des informations qui concernent des personnes ou entités à l'égard desquelles il n'a pas de mission légale. »

## Code de déontologie des professionnels de l'expertise-comptable
Le code de déontologie des professionnels de l'expertise-comptable a été publié par décret le 27 septembre 2007.
Il se compose de quatre parties : 
- devoirs généraux
- devoirs envers les clients ou les adhérents
- devoirs de confraternité
- devoirs envers l'ordre

## Code de déontologie des auditeurs internes
Ce code a été adopté par l'IFACI, la plus importante association d'Auditeurs Interne de France.
Il inclut deux composantes essentielles : 
- A. Quatre principes fondamentaux pertinents pour la profession et pour la pratique de l’audit interne ;
- B. Des règles de conduite décrivant les normes de comportement attendues des auditeurs internes. Ces règles sont une aide à la mise en œuvre pratique des principes fondamentaux et ont pour but de guider la conduite éthique des auditeurs internes.

Il est attendu des auditeurs internes qu’ils respectent et appliquent les quatre principes fondamentaux suivants (acronyme IOCoCo) : 
- A1. Intégrité : L’intégrité des auditeurs internes est à la base de la confiance et de la crédibilité accordées à leur jugement.
- A2. Objectivité : Les auditeurs internes montrent le plus haut degré d’objectivité professionnelle en collectant, évaluant et communiquant les informations relatives à l’activité ou au processus examiné. Les auditeurs internes évaluent de manière équitable tous les éléments pertinents et ne se laissent pas influencer dans leur jugement par leurs propres intérêts ou par autrui.
- A3. Confidentialité : Les auditeurs internes respectent la valeur et la propriété des informations qu’ils reçoivent ; ils ne divulguent ces informations qu’avec les autorisations requises, à moins qu’une obligation légale ou professionnelle ne les oblige à le faire.
- A4. Compétence : Les auditeurs internes utilisent et appliquent les connaissances, les savoir-faire et expériences requis pour la réalisation de leurs travaux.

## Chez les journalistes
Le métier de journaliste n'est pas soumis à un code de déontologie, au sens juridique du terme, mais sur des textes rédigés et approuvés par les représentants syndicaux des journalistes salariés : la Charte de Munich a ainsi été approuvée par tous les syndicats de journalistes en Europe.

## En informatique
Le Club informatique des grandes entreprises françaises et le SYNTEC ont mis au point une charte commune, qui n'est pas un code de déontologie sanctionné par l'État français. Les thèmes mis en avant sont les suivants :
- la connaissance des métiers ;
- la transparence ;
- l'impartialité ;
- la qualité ;
- l'innovation ;
- la diffusion de l'information ;
- le partage des connaissances ;
- la productivité ;
- le suivi.

Il est prévu un bilan annuel relatif à l'application de la charte.